# 鄭仲和
鄭仲和（？—？），福建省福州府連江縣人，清朝政治人物。進士出身。
光绪十二年，登进士；同年五月，著交吏部掣签，分发各省以知县即用。光緒二十二年十一月，接替許之珏，署江蘇荆溪縣知縣，后補寶山縣。